# Picea maximowiczii var. senanensis
Picea maximowiczii var. senanensis Hayashi, 1969, è una varietà naturale di P. maximowiczii appartenente alla famiglia delle Pinaceae, endemica di alcune aree (Fuji, Yatsuga-dake) dell'isola di Honshū, in Giappone.

## Etimologia
Il nome generico Picea, utilizzato già dai latini, potrebbe, secondo un'interpretazione etimologica, derivare da Pix picis = pece, in riferimento all'abbondante produzione di resina. Il nome specifico maximowiczii fu assegnato in onore del botanico ed esploratore russo Karl Maksimovič che, durante le sue spedizioni in Giappone, collezionò numerose piante e semi, spedendole in Europa.

## Descrizione
Questa varietà si distingue da P. maximowiczii per gli aghi più corti (0,6-1,3 cm) e per i coni più piccoli (lunghi 2,5-4,5 cm) che hanno anche macrosporofilli lievemente appuntiti e di dimensioni più contenute; anche i semi sono più piccoli (2-3 mm).

## Distribuzione e habitat
Presumibilmente l'habitat ha le stesse caratteristiche della varietà-tipo (P. maximowiczii).

## Tassonomia
Sussistono molti dubbi sulla classificazione di questo taxon in quanto vi è il sospetto che l'autore si sia basato su un unico esemplare con caratteristiche morfologiche anomale rispetto alla varietà-tipo.

## Usi
Il suo legno non ha grande valore e oltretutto attualmente il suo utilizzo è vietato. In Giappone è comunemente coltivato nei giardini, in particolare dei templi buddhisti dove viene molto apprezzato per la sua folta chioma e per la sua crescita lenta, che lo rende adatto anche alla coltivazione come bonsai. La varietà senanensis in particolare è stata introdotta in Europa e Nordamerica anche se limitata a arboreti e orti botanici.

## Conservazione
Mancano le informazioni necessarie sia sull'estensione dell'areale sia sulla consistenza numerica della popolazione. In aggiunta sussistono molti dubbi anche sulla classificazione tassonomica. Per questi motivi è classificata come data deficient (DD) nella Lista rossa IUCN.